# A++
А++, скраћено од Abstraction Plus reference Plus synthesis, је едукативни програмски језик кога је креирао доктор Маркус Бери, 2001. Језик се базира на ламбда рачуну, а креиран је са циљем да помогне људима који су заинтересовани за програмирање, да на лак начин то савладају. Програмирање у језику А++ се базира на примени апстракције, референце и синтезе (енгл. ARS based programming).